# Aplasta spinosissima
Aplasta spinosissima är en fjärilsart som beskrevs av Bang-haas 1927. Aplasta spinosissima ingår i släktet Aplasta och familjen mätare. Inga underarter finns listade i Catalogue of Life.